# 中日德兰大区

行政區分布圖

中日德蘭大區（丹麥語：Region Midtjylland）是丹麥五大區之一，面積13,053平方公里，2008年人口1,237,041人。首府維堡。
2007年1月1日由原來的靈克賓郡、維堡郡的大部分、瓦埃勒郡北部和奧胡斯郡（瑪麗艾厄市镇的西部除外）合併而成。下分19个市镇。